# Flueknepperi
Flueknepperi er slang for at hænge sig i uvæsentlige detaljer, synonym med pedanteri, mens paragrafrytteri typisk vil finde anvendelse i forbindelse med nidkær regelfortolkning.
Ordet "flueknepperi"s oprindelse og etymologi er uvis, men det optræder i Pia Jarvads Nye ord : ordbog over nye ord i dansk 1955-1998, der kender det fra 1977.
Der kendes to tolkninger af ordet "flueknepperi": den "mindre pæne" tager udgangspunkt i fluer, der parrer sig - en handling som kan synes ligegyldig og uvæsentlig, mens den "pæne" forklaring søger sin etymologi i knipling eller lignende sysler[kilde mangler] - tilsvarende en aktivitet med fokus på detaljen.
Tilsvarende ord kendes fra andre sprog.

## På tysk
På tysk bruges "Korinthenkacker" ("en, der skider korender") om en flueknepper. På bayersk (den tyske dialekt, der tales i Bayern og Østrig) kendes "Dipfalscheißa" ("en, der skider punktummer").

## På engelsk
På engelsk rammes flueknepperi nok bedst ved "nitpicking" ("at pille lus"), der dels har den bogstavelige betydning, dels netop har den overførte betydning, der svarer til "flueknepperi". 

## På hollandsk
På hollandsk kendes "mierenneuken" ("at kneppe myrer"), som kan svare til den "mindre pæne" danske forklaring, men også "muggenziften" ("at si myg fra") kendes, og henviser til Matt 23:24: "I blinde vejledere, I sier myggen fra, men sluger kamelen."